# Monokultura

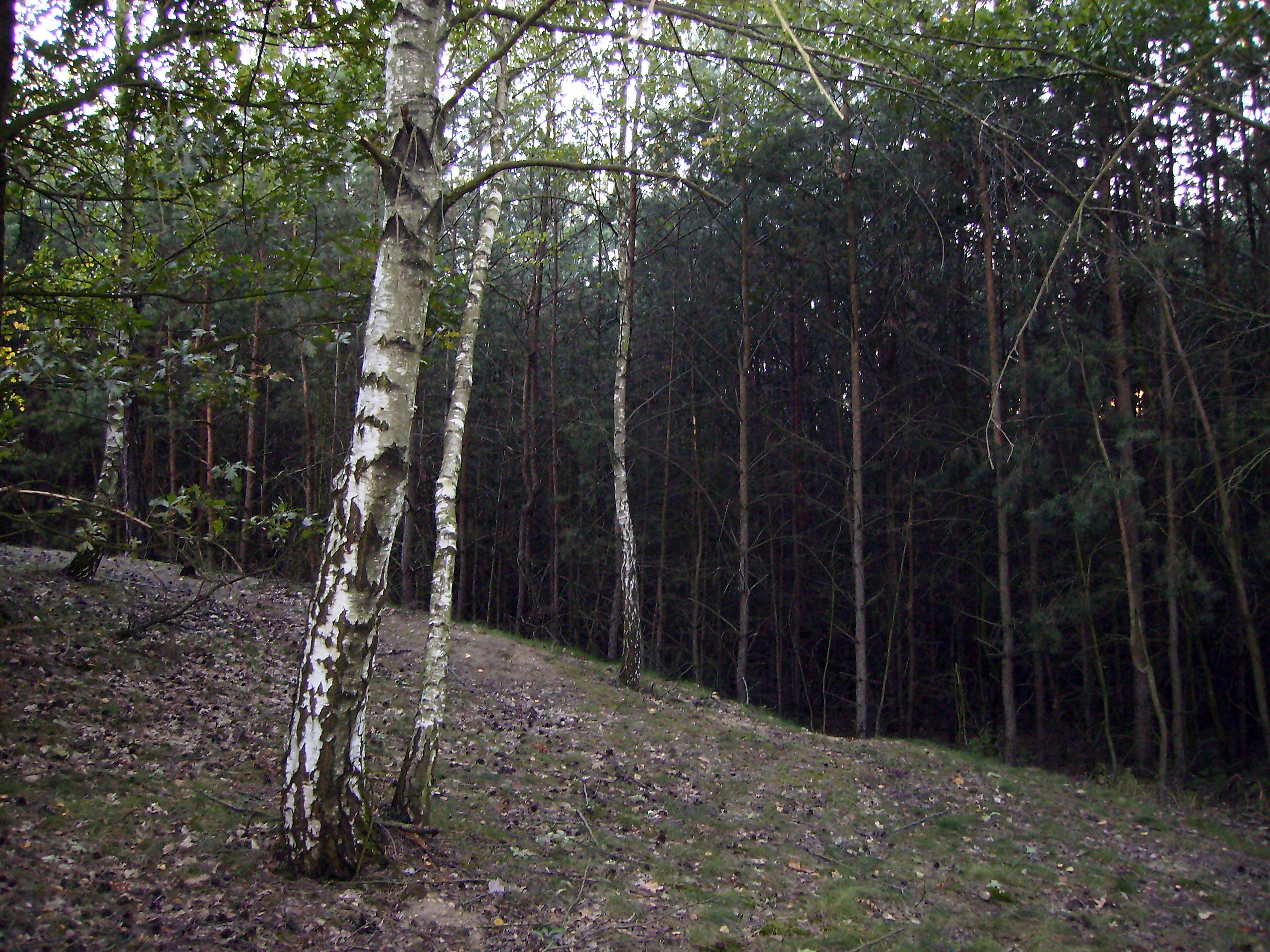
Hranice mezi smíšeným lesem a borovou monokulturou v Borku u Mochova.

Monokultura je buď porost v daném místě, tvořený jedním druhem rostliny nebo když je používána převážně jedna odrůda rostlin (například u banánovníku) či plemeno živočichů, což je typické pro intenzivní zemědělství či lesnictví. Zpravidla se o monokultuře mluví, pokud tento druh v daném místě výrazně dominuje (tj. nemusí tvořit úplně 100 % pokryvnosti), např. pšeničné pole je monokulturou, i když je v něm řídce zastoupen i plevel. Některé definice, včetně stávající klasifikace Ústavu pro hospodářskou úpravu lesů (ÚHÚL), definují monokulturu jako porosty se zastoupením dalších rostlin (dřevin) do 10 %.

## Přirozené monokultury
Monokultury se vyskytují i v přírodě pokud některý druh získá výraznou (dočasnou nebo trvalou) konkurenční výhodu a ovládne daný ekosystém. Za poměrně stabilní přírodní monokultury lze považovat např. rákosiny, některé druhy ostřicových porostů, olšiny nebo některé druhy bučin (tzv. porosty Fagetum nudum).

## Umělé monokultury
Člověk při své činnosti vytváří umělé monokultury (například trávník), neboť jeho cílem je zpravidla pěstování jedné plodiny, jednoho druhu. Mezi negativní vlivy monokulturního hospodaření patří snižování biodiverzity, vyšší náchylnost k působení škůdců či chorob, nebezpečí eroze, vyčerpání živin z půdního horizontu a nižší schopnost zadržovat srážkovou vodu (vyšší riziko povodní). Negativní vlivy rostou s vyšším procentním podílem takových monokultur v dané krajině. Naopak mozaika menších i když monokulturních polí s četnými okraji a přechodovými zónami snižuje nebo zcela eliminuje negativní ekologické vlivy umělých monokultur.

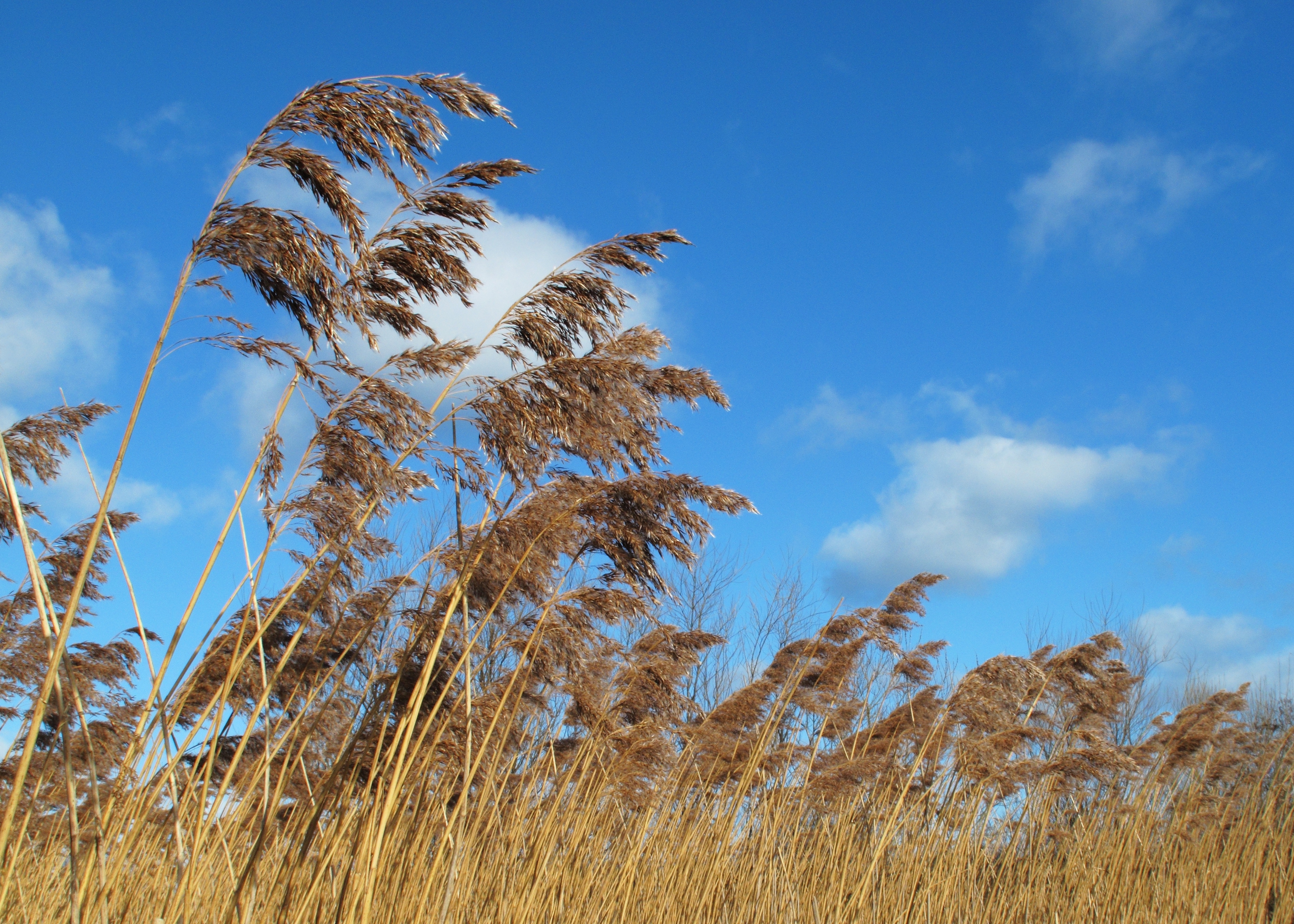
Rákosiny bývají uváděny jako příklad přirozené monokultury

Příkladem monokultur vytvořených člověkem jsou:
- téměř všechna pole, s výjimkou směsek
- roku 2010 asi 20 % lesů v ČR (15 % smrkových).[2] Monokulturou se rozumí jednodruhové porosty lesních dřevin s příměsí jiných dřevin do 10 % (většinou se nebere v potaz bylinné nebo keřové patro). V Českém masivu se vyskytují zejména smrkové a borové monokultury, ve Chřibech lze nalézt monokultury bukové. Dříve vysoký podíl monokultur v posledních 50 letech pozvolna (rychleji od 90. let 20. století) klesá v souvislosti s povinným podílem tzv. melioračních a zpevňujících dřevin při obnově porostů. Zastoupení smrku v posledních 50 letech pokleslo téměř o 10 %. Přesto lze stále hovořit o zvýšeném podílu smrku (53 %) zejména na úkor buku, dubů a jedle (MZe 2008)

Člověkem nepřímo vytvořené monokultury:
- ruderální vegetace s dominancí jednoho druhu, např. kopřivy dvoudomé
- porosty invazních druhů, které vytlačují původní společenstva, např. křídlatky české nebo trnovníku akátu

## Ekologická stabilita monokultur

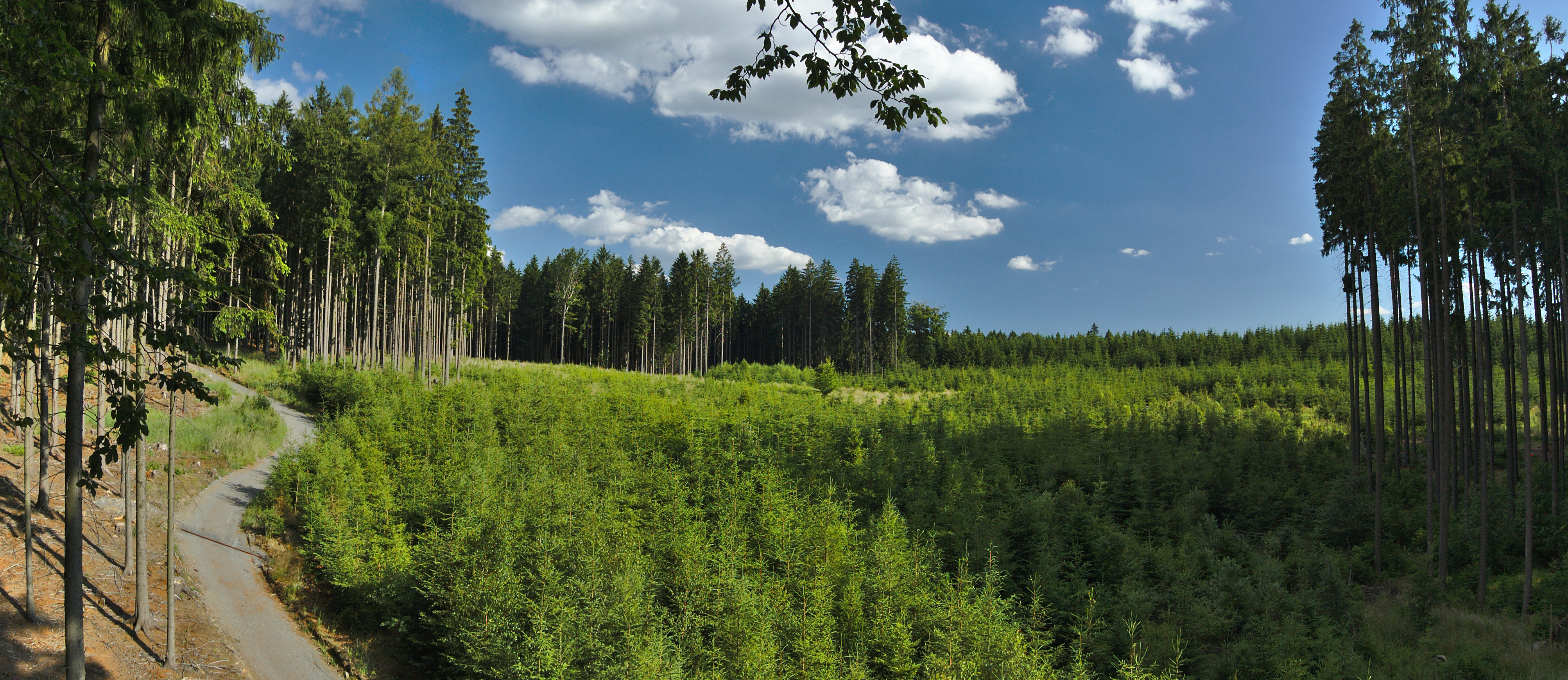
Smrková monokultura v ČR

Některé umělé monokultury (smrkové a borové lesy, polní kultury), zejména jsou-li pěstované na rozsáhlých plochách, vykazují nízkou rezistenci proti rozvratu působenému rušivými vlivy (přemnožování škůdců a rozvoj chorob, klimatické extrémy...) a při ponechání přirozenému vývoji díky rychle probíhající sukcesi směřují relativně rychle k návratu původní vegetace a následně ke stádiu klimaxu. Jiné umělé monokultury (akátové lesy, porosty křídlatek) mohou být naopak poměrně rezistentní a při bezzásahovém režimu může být návrat k původní přirozené vegetaci (klimaxu) velmi pomalý nebo nemožný.
U lesních monokultur stejně jako u smíšených lesů hrají rozhodující roli při hodnocení jejich stability (rezistence a resilience) zejména tyto faktory:
- uplatněná pěstební výchova (intenzivně prosvětlované a vychovávané porosty mají mnohem lepší stabilitu – delší koruny, níže položené těžiště, masivnější kmeny – a lépe odolávání vnějším vlivům). Tento faktor je zásadní a má mnohem větší vliv na stabilitu než druhová skladba porostu.[3]
- genetický původ (místní ekotyp se během evoluce zpravidla velmi dobře přizpůsobil daným podmínkám prostředí, proto je nežádoucí používat osivo nebo sadební materiál z jiných lesních oblastí nebo lesních vegetačních stupňů. Takové nepůvodní ekotypy tvoří labilní porosty nízké kvality.
- lokalita – ekotop (každý druh má určité odlišné a poměrně specifické nároky na prostředí: pokud je nucen žít (přežívat) v limitních podmínkách, jeho odolnost je snížená. Smrk ztepilý nachází optimální podmínky na kyselých, oligotrofních stanovištích vyšších poloh. Například krasové oblasti tak mohou představovat prostředí, ve kterém se smrkové monokultury ocitají mimo své ekologické optimum takříkajíc v hraničních podmínkách. Vysokému riziku jsou smrkové porosty vystaveny na stanovištích s ročním úhrnem srážek pod 600 mm (300–350 mm ve vegetačním období), ale i na zamokřených nebo bohatých ekotopech stoupají rizika spojená s umělými lesy podstatně.[4]